# Campionatul European de Handbal Feminin din 2024
Campionatul European de Handbal Feminin din 2024 a fost a 16-a ediție continentală a turneului organizat de Federația Europeană de Handbal (EHF) și s-a desfășurat în trei țări, Austria, Elveția și Ungaria, între 28 noiembrie și 15 decembrie. A fost prima dată în istoria campionatului european când la turneul final au participat 24 de echipe naționale.
Învingătoarea competiției a fost echipa națională a Norvegiei, care a câștigat astfel al 10-lea titlu european, stabilind un nou record.

## Procesul de selecție
La congresul extraordinar al EHF desfășurat la Stockholm, în Suedia, pe 25 ianuarie 2020, candidatura individuală a Rusiei a fost eliminată după prima rundă de voturi, iar în cursă au rămas doar candidaturile comune ale Austriei, Elveției și Ungariei, respectiv Cehiei, Poloniei și Slovaciei. În runda finală de votare, găzduirea competiției a fost acordată Austriei, Elveției și Ungariei, cu 28 de voturi pentru, față de cele doar 21 de voturi în favoarea candidaturii Cehiei, Poloniei și Slovaciei.

## Săli
Inițial, semifinalele, finala mică și finala mare erau programate să se desfășoare la MVM Dome din Budapesta, Ungaria, dar ulterior s-a anunțat că această sală va fi înlocuită cu Wiener Stadthalle din Viena, Austria.
| Innsbruck, Austria                | InnsbruckBaselDebreținViena | Debrețin, Ungaria                   |
| --------------------------------- | --------------------------- | ----------------------------------- |
| Olympiahalle Capacitate: 8000     | InnsbruckBaselDebreținViena | Főnix Aréna Capacitate: 6500        |
|                                   | InnsbruckBaselDebreținViena |                                     |
| Basel, Elveția                    | InnsbruckBaselDebreținViena | Viena, Austria                      |
| St. Jakobshalle Capacitate: 12400 | InnsbruckBaselDebreținViena | Wiener Stadthalle Capacitate: 12000 |
|                                   | InnsbruckBaselDebreținViena |                                     |

## Extindere
Extinderea competiției la 20 sau 24 de echipe a fost luată în considerare pentru prima dată în 30 august 2018. Ideea a fost propusă de Delegația Euro, însă Comisia de Competiții a Federației Europene de Handbal s-a opus cu fermitate propunerii, argumentând că:
- Ar dilua calitatea evenimentului;
- Încercarea de a găsi o gazdă (la acea vreme, nu exista gazdă) ar fi mai dificilă în cazul unui turneu mai mare;
- Nu multe țări în afara celor care se califică deja la Euro EHF ar continua să facă același lucru, creând astfel o moștenire de durată prin calificare.[5]

În ciuda opoziției Comisiei de Competiții, Federația Europeană de Handbal (EHF) a primit feedback pozitiv din partea noilor săi parteneri comerciali, Infront și DAZN, cu privire la posibila extindere. La 15 decembrie, la Comitetul Executiv al EHF de la Paris, Federația Europeană a decis să examineze mai în amănunt extinderea propusă. În ianuarie 2019 a fost înființat un grup de lucru care să supravegheze posibila extindere. Pe 5 aprilie 2019, pe baza recomandărilor grupului de lucru, EHF a hotărât oficial extinderea turneului la 24 echipe.

## Calificări

### Echipe calificate
| Țara              | Calificată ca                      | Data obținerii calificării | Apariții anterioare în competiție1                                                            |
| ----------------- | ---------------------------------- | -------------------------- | --------------------------------------------------------------------------------------------- |
| Austria           | Gazdă                              | 25 ianuarie 2020           | 8 (1994, 1996, 1998, 2000, 2002, 2004, 2006, 2008)                                            |
| Elveția           | Gazdă                              | 25 ianuarie 2020           | 1 (2022)                                                                                      |
| Ungaria           | Gazdă                              | 25 ianuarie 2020           | 15 (1994, 1996, 1998, 2000, 2002, 2004, 2006, 2008, 2010, 2012, 2014, 2016, 2018, 2020, 2022) |
| Norvegia          | Campioană europeană în 2022        | 20 noiembrie 2022          | 15 (1994, 1996, 1998, 2000, 2002, 2004, 2006, 2008, 2010, 2012, 2014, 2016, 2018, 2020, 2022) |
| Danemarca         | Locul 1 sau 2 în grupa a 8-a       | 28 februarie 2024          | 15 (1994, 1996, 1998, 2000, 2002, 2004, 2006, 2008, 2010, 2012, 2014, 2016, 2018, 2020, 2022) |
| Suedia            | Locul 1 sau 2 în grupa a 7-a       | 2 martie 2024              | 14 (1994, 1996, 2002, 2004, 2016, 2008, 2010, 2012, 2014, 2016, 2018, 2020, 2020, 2022)       |
| Franța            | Locul 1 sau 2 în grupa a 4-a       | 3 martie 2024              | 12 (2000, 2002, 2004, 2006, 2008, 2010, 2012, 2014, 2016, 2018, 2020, 2022)                   |
| Muntenegru        | Locul 1 sau 2 în grupa a 6-a       | 3 martie 2024              | 6 (2010, 2012, 2014, 2016, 2018, 2022)                                                        |
| România           | Locul 1 sau 2 în Grupa 1           | 3 martie 2024              | 14 (1994, 1996, 1998, 2000, 2002, 2004, 2008, 2010, 2012, 2014, 2016, 2018, 2020, 2022)       |
| Spania            | Locul 1 sau 2 în grupa a 5-a       | 3 martie 2024              | 12 (1998, 2002, 2004, 2006, 2008, 2010, 2012, 2014, 2016, 2018, 2020, 2022)                   |
| Țările de Jos     | Locul 1 sau 2 în grupa a 3-a       | 3 martie 2024              | 9 (1998, 2002, 2006, 2010, 2014, 2016, 2018, 2020, 2022)                                      |
| Croația           | Locul 1 sau 2 în Grupa 1           | 3 aprilie 2024             | 12 (1994, 1996, 2004, 2006, 2008, 2010, 2012, 2014, 2016, 2018, 2020, 2022)                   |
| Macedonia de Nord | Locul 1 sau 2 în grupa a 5-a       | 3 aprilie 2024             | 5 (1998, 2000, 2006, 2012, 2022)                                                              |
| Germania          | Locul 1 sau 2 în grupa a 2-a       | 4 aprilie 2024             | 15 (1994, 1996, 1998, 2000, 2002, 2004, 2006, 2008, 2010, 2012, 2014, 2016, 2018, 2020, 2022) |
| Cehia             | Locul 2 în grupa a 3-a             | 7 aprilie 2024             | 7 (1996, 1998, 2006, 2014, 2016, 2018, 2020)                                                  |
| Islanda           | Locul 2 în grupa a 7-a             | 7 aprilie 2024             | 2 (2010, 2012)                                                                                |
| Polonia           | Locul 2 în grupa a 8-a             | 7 aprilie 2024             | 8 (1996, 1998, 2006, 2014, 2016, 2018, 2020, 2022)                                            |
| Serbia            | Locul 2 în grupa a 6-a             | 7 aprilie 2024             | 9 (2006, 2008, 2010, 2012, 2014, 2016, 2018, 2020, 2022)                                      |
| Slovenia          | Locul 2 în grupa a 4-a             | 7 aprilie 2024             | 7 (2002, 2004, 2006, 2010, 2016, 2018, 2022)                                                  |
| Ucraina           | Locul 2 în grupa a 2-a             | 7 aprilie 2024             | 11 (1994, 1996, 1998, 2000, 2002, 2004, 2006, 2008, 2010, 2012, 2014)                         |
| Insulele Feroe    | Cele mai bune echipe de pe locul 3 | 7 aprilie 2024             | 0 (debut)                                                                                     |
| Portugalia        | Cele mai bune echipe de pe locul 3 | 7 aprilie 2024             | 1 (2008)                                                                                      |
| Slovacia          | Cele mai bune echipe de pe locul 3 | 7 aprilie 2024             | 2 (1994, 2014)                                                                                |
| Turcia            | Cele mai bune echipe de pe locul 3 | 7 aprilie 2024             | 0 (debut)                                                                                     |

1 Notă: Aldin indică echipa campioană din acel an. Italic indică echipa gazdă din acel an.

## Arbitri
Pe 2 iulie 2024 au fost selectate 18 perechi de arbitri. Lista a fost actualizată la 4 septembrie 2024, când o pereche de arbitri daneză a înlocuit o pereche turcă.
| Arbitri               | Arbitri                         |
| --------------------- | ------------------------------- |
| Austria               | Ana Vranes Marlis Wenninger     |
| Bosnia și Herțegovina | Vesna Balvan Tatjana Praštalo   |
| Bulgaria              | Gheorgi Doicinov Iulian Gorețov |
| Danemarca             | Line Hansen Josefline Hansen    |
| Franța                | Yann Carmaux Julien Mursch      |
| Germania              | Tanja Kuttler Maike Merz        |
| Ungaria               | Kristóf Altmár Márton Horváth   |
| Italia                | Gianna Merisi Andrea Pepe       |
| Lituania              | Tomas Barysas Povilas Petrušis  |

| Arbitri           | Arbitri                           |
| ----------------- | --------------------------------- |
| Republica Moldova | Igor Covalciuc Alexei Covalciuc   |
| Muntenegru        | Anđelina Kažanegra Jelena Vujačić |
| Țările de Jos     | William Weijmans Rick Wolbertus   |
| Norvegia          | Eskil Braseth Leif Sundet         |
| România           | Cristina Lovin Simona Stancu      |
| Serbia            | Vanja Antić Jelena Jakovljević    |
| Slovenia          | Ozren Backović Mirko Palačković   |
| Spania            | Javier Álvarez Ion Bustamante     |
| Ucraina           | Marina Duplii Olena Pobedrina     |

## Marketing
Sigla oficială a competiției a fost făcută publică pe 19 noiembrie 2022, la conferința de presă de închidere a ediției din 2022 a campionatului european, desfășurată la Ljubljana, Slovenia.

## Tragerea la sorți
Tragerea la sorți pentru distribuția în grupe a avut loc pe 18 aprilie 2024, la Viena, Austria. Extragerile au fost efectuate de portarul norvegian Silje Solberg, portarul austriac Petra Blazek, portarul elvețian Lea Schüpbach și extrema dreapta maghiară Viktória Győri-Lukács. Au fost extrase mai întâi echipele din urna 1, apoi cele din urna a 2-a, urna a 3-a și urna a 4-a.

### Distribuția în urnele valorice
Distribuția echipelor în urnele valorice a fost anunțată pe 8 aprilie 2024.
| Urna 1 | Urna a 2-a | Urna a 3-a                                                            | Urna a 4-a                                                          |
| --- | --- | --------------------------------------------------------------------- | ------------------------------------------------------------------- |
| - Norvegia - Danemarca - Muntenegru (distribuită în grupa B1) - Franța (distribuită în grupa C1) - Suedia - Țările de Jos | - Germania (distribuită în grupa F2) - Spania - România - Ungaria (distribuită în grupa A2) - Elveția (distribuită în grupa D2) - Austria (distribuită în grupa E2) | - Slovenia - Croația - Polonia - Serbia - Macedonia de Nord - Islanda | - Cehia - Ucraina - Turcia - Insulele Feroe - Portugalia - Slovacia |

## Grupele preliminare
În urma tragerilor la sorți din 18 aprilie au rezultat grupele preliminare de mai jos.

### Grupa A
| Loc | Echipa            | MJ | V | E | Î | GM  | GP  | DG  | Pct | Calificare         |
| --- | ----------------- | -- | - | - | - | --- | --- | --- | --- | ------------------ |
| 1   | Ungaria (H)       | 3  | 3 | 0 | 0 | 91  | 68  | +23 | 6   | Grupele principale |
| 2   | Suedia            | 3  | 2 | 0 | 1 | 100 | 69  | +31 | 4   | Grupele principale |
| 3   | Macedonia de Nord | 3  | 0 | 1 | 2 | 62  | 82  | −20 | 1   |                    |
| 4   | Turcia            | 3  | 0 | 1 | 2 | 68  | 102 | −34 | 1   |                    |

| 28 noiembrie 2024 18:00 | Ungaria                 | 30 – 24 | Turcia           | Főnix Aréna, Debrețin Asistență: 2927 Arbitri: Praštalo, Balvan |
| 28 noiembrie 2024 18:00 | Győri-Lukács, Klujber 6 | (13–8)  | İskit Çalışkan 5 | Főnix Aréna, Debrețin Asistență: 2927 Arbitri: Praštalo, Balvan |
| 28 noiembrie 2024 18:00 | 1×                      | Raport  | 2×               | Főnix Aréna, Debrețin Asistență: 2927 Arbitri: Praštalo, Balvan |

| 28 noiembrie 2024 20:30 | Suedia   | 28 – 18 | Macedonia de Nord | Főnix Aréna, Debrețin Asistență: 580 Arbitri: Duplii, Pobedrina |
| 28 noiembrie 2024 20:30 | Hagman 9 | (15–7)  | patru jucătoare 3 | Főnix Aréna, Debrețin Asistență: 580 Arbitri: Duplii, Pobedrina |
| 28 noiembrie 2024 20:30 | 2×       | Raport  | 5×                | Főnix Aréna, Debrețin Asistență: 580 Arbitri: Duplii, Pobedrina |

| 30 noiembrie 2024 18:00 | Suedia    | 25 – 32 | Ungaria   | Főnix Aréna, Debrețin Asistență: 4163 Arbitri: Weijmans, Wolbertus |
| 30 noiembrie 2024 18:00 | Carlson 6 | (13–16) | Klujber 8 | Főnix Aréna, Debrețin Asistență: 4163 Arbitri: Weijmans, Wolbertus |
| 30 noiembrie 2024 18:00 | 2×        | Raport  | 5×        | Főnix Aréna, Debrețin Asistență: 4163 Arbitri: Weijmans, Wolbertus |

| 30 noiembrie 2024 20:30 | Macedonia de Nord | 25 – 25 | Turcia     | Főnix Aréna, Debrețin Asistență: 2160 Arbitri: Braseth, Sundet |
| 30 noiembrie 2024 20:30 | Ristovska 8       | (12–15) | Gökdemir 7 | Főnix Aréna, Debrețin Asistență: 2160 Arbitri: Braseth, Sundet |
| 30 noiembrie 2024 20:30 | 5×                | Raport  | 3×         | Főnix Aréna, Debrețin Asistență: 2160 Arbitri: Braseth, Sundet |

| 2 decembrie 2024 18:00 | Macedonia de Nord | 19 – 29 | Ungaria            | Főnix Aréna, Debrețin Asistență: 3409 Arbitri: Hansen, Jensen |
| 2 decembrie 2024 18:00 | Ristovska 6       | (10–11) | Szöllősi-Schatzl 6 | Főnix Aréna, Debrețin Asistență: 3409 Arbitri: Hansen, Jensen |
| 2 decembrie 2024 18:00 | 5×                | Raport  | 4×                 | Főnix Aréna, Debrețin Asistență: 3409 Arbitri: Hansen, Jensen |

| 2 decembrie 2024 20:30 | Turcia                   | 19 – 47 | Suedia    | Főnix Aréna, Debrețin Asistență: 1970 Arbitri: Brkić, Jusufhodžić |
| 2 decembrie 2024 20:30 | Aydın, Çetin, Gökdemir 3 | (12–25) | Hagman 11 | Főnix Aréna, Debrețin Asistență: 1970 Arbitri: Brkić, Jusufhodžić |
| 2 decembrie 2024 20:30 | 3× 1×                    | Raport  | 4×        | Főnix Aréna, Debrețin Asistență: 1970 Arbitri: Brkić, Jusufhodžić |

### Grupa B
| Loc | Echipa     | MJ | V | E | Î | GM | GP | DG  | Pct | Calificare         |
| --- | ---------- | -- | - | - | - | -- | -- | --- | --- | ------------------ |
| 1   | Muntenegru | 3  | 3 | 0 | 0 | 79 | 64 | +15 | 6   | Grupele principale |
| 2   | România    | 3  | 2 | 0 | 1 | 81 | 80 | +1  | 4   | Grupele principale |
| 3   | Cehia      | 3  | 1 | 0 | 2 | 76 | 81 | −5  | 2   |                    |
| 4   | Serbia     | 3  | 0 | 0 | 3 | 67 | 78 | −11 | 0   |                    |

| 29 noiembrie 2024 18:00 | România   | 29 – 28 | Cehia        | Főnix Aréna, Debrețin Asistență: 2240 Arbitri: Brkić, Jusufhodžić |
| 29 noiembrie 2024 18:00 | Bazaliu 9 | (11–13) | Cholevová 11 | Főnix Aréna, Debrețin Asistență: 2240 Arbitri: Brkić, Jusufhodžić |
| 29 noiembrie 2024 18:00 | 2×        | Raport  | 1×           | Főnix Aréna, Debrețin Asistență: 2240 Arbitri: Brkić, Jusufhodžić |

| 29 noiembrie 2024 20:30 | Muntenegru  | 24 – 18 | Serbia    | Főnix Aréna, Debrețin Asistență: 2036 Arbitri: Covalciuc, Covalciuc |
| 29 noiembrie 2024 20:30 | Jauković 11 | (11–8)  | Jovović 7 | Főnix Aréna, Debrețin Asistență: 2036 Arbitri: Covalciuc, Covalciuc |
| 29 noiembrie 2024 20:30 | 7×          | Raport  | 2×        | Főnix Aréna, Debrețin Asistență: 2036 Arbitri: Covalciuc, Covalciuc |

| 1 decembrie 2024 18:00 | Muntenegru | 27 – 25 | România       | Főnix Aréna, Debrețin Asistență: 2074 Arbitri: Backovič, Palačkovič |
| 1 decembrie 2024 18:00 | Mugoša 8   | (16–12) | Seraficeanu 6 | Főnix Aréna, Debrețin Asistență: 2074 Arbitri: Backovič, Palačkovič |
| 1 decembrie 2024 18:00 | 4× 1×      | Raport  | 4× 2×         | Főnix Aréna, Debrețin Asistență: 2074 Arbitri: Backovič, Palačkovič |

| 1 decembrie 2024 20:30 | Serbia       | 24 – 27 | Cehia                  | Főnix Aréna, Debrețin Asistență: 1070 Arbitri: Barysas, Petrušis |
| 1 decembrie 2024 20:30 | Janjušević 9 | (13–14) | Cholevová, Jeřábková 8 | Főnix Aréna, Debrețin Asistență: 1070 Arbitri: Barysas, Petrušis |
| 1 decembrie 2024 20:30 | 1×           | Raport  | 3× 1×                  | Főnix Aréna, Debrețin Asistență: 1070 Arbitri: Barysas, Petrušis |

| 3 decembrie 2024 18:00 | Serbia       | 25 – 27 | România               | Főnix Aréna, Debrețin Asistență: 1366 Arbitri: Braseth, Sundet |
| 3 decembrie 2024 18:00 | Janjušević 7 | (16–13) | Seraficeanu, Stoica 5 | Főnix Aréna, Debrețin Asistență: 1366 Arbitri: Braseth, Sundet |
| 3 decembrie 2024 18:00 | 7×           | Raport  | 4× 1×                 | Főnix Aréna, Debrețin Asistență: 1366 Arbitri: Braseth, Sundet |

| 3 decembrie 2024 20:30 | Cehia                 | 21 – 28 | Muntenegru | Főnix Aréna, Debrețin Asistență: 1404 Arbitri: Weijmans, Wolbertus |
| 3 decembrie 2024 20:30 | Franková, Jeřábková 4 | (4–12)  | Jauković 8 | Főnix Aréna, Debrețin Asistență: 1404 Arbitri: Weijmans, Wolbertus |
| 3 decembrie 2024 20:30 | 6× 1×                 | Raport  | 5× 1×      | Főnix Aréna, Debrețin Asistență: 1404 Arbitri: Weijmans, Wolbertus |

### Grupa C
| Loc | Echipa     | MJ | V | E | Î | GM | GP | DG  | Pct | Calificare         |
| --- | ---------- | -- | - | - | - | -- | -- | --- | --- | ------------------ |
| 1   | Franța     | 3  | 3 | 0 | 0 | 87 | 60 | +27 | 6   | Grupele principale |
| 2   | Polonia    | 3  | 2 | 0 | 1 | 70 | 79 | −9  | 4   | Grupele principale |
| 3   | Spania     | 3  | 1 | 0 | 2 | 75 | 74 | +1  | 2   |                    |
| 4   | Portugalia | 3  | 0 | 0 | 3 | 61 | 80 | −19 | 0   |                    |

| 28 noiembrie 2024 18:00 | Spania   | 30 – 24 | Portugalia | St. Jakobshalle, Basel Asistență: 2669 Arbitri: Backovič, Palačkovič |
| 28 noiembrie 2024 18:00 | Campos 8 | (12–12) | Resende 8  | St. Jakobshalle, Basel Asistență: 2669 Arbitri: Backovič, Palačkovič |
| 28 noiembrie 2024 18:00 | 2×       | Raport  | 3× 1×      | St. Jakobshalle, Basel Asistență: 2669 Arbitri: Backovič, Palačkovič |

| 28 noiembrie 2024 20:30 | Franța     | 35 – 22 | Polonia      | St. Jakobshalle, Basel Asistență: 2682 Arbitri: Hansen, Jensen |
| 28 noiembrie 2024 20:30 | Coatanea 5 | (18–10) | Uścinowicz 4 | St. Jakobshalle, Basel Asistență: 2682 Arbitri: Hansen, Jensen |
| 28 noiembrie 2024 20:30 | 1×         | Raport  | 4× 1×        | St. Jakobshalle, Basel Asistență: 2682 Arbitri: Hansen, Jensen |

| 30 noiembrie 2024 15:30 | Polonia      | 22 – 21 | Portugalia | St. Jakobshalle, Basel Asistență: 3663 Arbitri: Doicinov, Gorețov |
| 30 noiembrie 2024 15:30 | Kobylińska 7 | (11–10) | Lopes 5    | St. Jakobshalle, Basel Asistență: 3663 Arbitri: Doicinov, Gorețov |
| 30 noiembrie 2024 15:30 | 4× 2×        | Raport  | 6× 1×      | St. Jakobshalle, Basel Asistență: 3663 Arbitri: Doicinov, Gorețov |

| 30 noiembrie 2024 18:00 | Franța      | 24 – 22 | Spania       | St. Jakobshalle, Basel Asistență: 4056 Arbitri: Merisi, Pepe |
| 30 noiembrie 2024 18:00 | Valentini 6 | (10–11) | So Delgado 9 | St. Jakobshalle, Basel Asistență: 4056 Arbitri: Merisi, Pepe |
| 30 noiembrie 2024 18:00 | 3× 1×       | Raport  | 3× 1×        | St. Jakobshalle, Basel Asistență: 4056 Arbitri: Merisi, Pepe |

| 2 decembrie 2024 18:00 | Polonia  | 26 – 23 | Spania            | St. Jakobshalle, Basel Asistență: 1425 Arbitri: Covalciuc, Covalciuc |
| 2 decembrie 2024 18:00 | Rosiak 6 | (14–12) | Erauskin, Vegué 6 | St. Jakobshalle, Basel Asistență: 1425 Arbitri: Covalciuc, Covalciuc |
| 2 decembrie 2024 18:00 | 8× 1×    | Raport  | 1×                | St. Jakobshalle, Basel Asistență: 1425 Arbitri: Covalciuc, Covalciuc |

| 2 decembrie 2024 20:30 | Portugalia | 16 – 28 | Franța              | St. Jakobshalle, Basel Asistență: 1349 Arbitri: Duplii, Pobedrina |
| 2 decembrie 2024 20:30 | Sequeira 4 | (8–16)  | Bouktit, Toublanc 5 | St. Jakobshalle, Basel Asistență: 1349 Arbitri: Duplii, Pobedrina |
| 2 decembrie 2024 20:30 | 1×         | Raport  | 2×                  | St. Jakobshalle, Basel Asistență: 1349 Arbitri: Duplii, Pobedrina |

### Grupa D
| Loc | Echipa         | MJ | V | E | Î | GM  | GP | DG  | Pct | Calificare         |
| --- | -------------- | -- | - | - | - | --- | -- | --- | --- | ------------------ |
| 1   | Danemarca      | 3  | 3 | 0 | 0 | 102 | 80 | +22 | 6   | Grupele principale |
| 2   | Elveția (H)    | 3  | 2 | 0 | 1 | 84  | 82 | +2  | 4   | Grupele principale |
| 3   | Insulele Feroe | 3  | 0 | 1 | 2 | 66  | 78 | −12 | 1   |                    |
| 4   | Croația        | 3  | 0 | 1 | 2 | 65  | 77 | −12 | 1   |                    |

| 29 noiembrie 2024 18:00 | Elveția    | 28 – 25 | Insulele Feroe        | St. Jakobshalle, Basel Asistență: 4670 Arbitri: Barysas, Petrušis |
| 29 noiembrie 2024 18:00 | Gautschi 8 | (13–7)  | Brandenborg, Mittún 7 | St. Jakobshalle, Basel Asistență: 4670 Arbitri: Barysas, Petrušis |
| 29 noiembrie 2024 18:00 | 2×         | Raport  | 4×                    | St. Jakobshalle, Basel Asistență: 4670 Arbitri: Barysas, Petrušis |

| 29 noiembrie 2024 20:30 | Danemarca | 34 – 26 | Croația    | St. Jakobshalle, Basel Asistență: 4538 Arbitri: Lidacka, Lesiak |
| 29 noiembrie 2024 20:30 | Møller 7  | (16–13) | Pavlović 6 | St. Jakobshalle, Basel Asistență: 4538 Arbitri: Lidacka, Lesiak |
| 29 noiembrie 2024 20:30 | 5×        | Raport  | 4×         | St. Jakobshalle, Basel Asistență: 4538 Arbitri: Lidacka, Lesiak |

| 1 decembrie 2024 15:30 | Croația | 17 – 17 | Insulele Feroe | St. Jakobshalle, Basel Asistență: 4855 Arbitri: Doicinov, Gorețov |
| 1 decembrie 2024 15:30 | Ježić 5 | (9–8)   | Mittún 5       | St. Jakobshalle, Basel Asistență: 4855 Arbitri: Doicinov, Gorețov |
| 1 decembrie 2024 15:30 | 3× 2×   | Raport  | 1×             | St. Jakobshalle, Basel Asistență: 4855 Arbitri: Doicinov, Gorețov |

| 1 decembrie 2024 18:00 | Danemarca | 35 – 30 | Elveția  | St. Jakobshalle, Basel Asistență: 5423 Arbitri: Merisi, Pepe |
| 1 decembrie 2024 18:00 | Friis 9   | (19–15) | Schmid 8 | St. Jakobshalle, Basel Asistență: 5423 Arbitri: Merisi, Pepe |
| 1 decembrie 2024 18:00 | 3× 1×     | Raport  | 2× 1×    | St. Jakobshalle, Basel Asistență: 5423 Arbitri: Merisi, Pepe |

| 3 decembrie 2024 18:00 | Insulele Feroe | 24 – 33 | Danemarca    | St. Jakobshalle, Basel Asistență: 3074 Arbitri: Altmár, Horváth |
| 3 decembrie 2024 18:00 | Brandenborg 10 | (8–15)  | Østergaard 5 | St. Jakobshalle, Basel Asistență: 3074 Arbitri: Altmár, Horváth |
| 3 decembrie 2024 18:00 | 2× 1×          | Raport  | 4×           | St. Jakobshalle, Basel Asistență: 3074 Arbitri: Altmár, Horváth |

| 3 decembrie 2024 20:30 | Croația           | 22 – 26 | Elveția           | St. Jakobshalle, Basel Asistență: 3826 Arbitri: Carmaux, Mursch |
| 3 decembrie 2024 20:30 | Barišić, Birtić 5 | (10–16) | Baumann, Schmid 6 | St. Jakobshalle, Basel Asistență: 3826 Arbitri: Carmaux, Mursch |
| 3 decembrie 2024 20:30 | 4×                | Raport  | 2× 1×             | St. Jakobshalle, Basel Asistență: 3826 Arbitri: Carmaux, Mursch |

### Grupa E
| Loc | Echipa      | MJ | V | E | Î | GM  | GP  | DG  | Pct | Calificare         |
| --- | ----------- | -- | - | - | - | --- | --- | --- | --- | ------------------ |
| 1   | Norvegia    | 3  | 3 | 0 | 0 | 109 | 65  | +44 | 6   | Grupele principale |
| 2   | Slovenia    | 3  | 2 | 0 | 1 | 88  | 81  | +7  | 4   | Grupele principale |
| 3   | Austria (H) | 3  | 1 | 0 | 2 | 85  | 87  | −2  | 2   |                    |
| 4   | Slovacia    | 3  | 0 | 0 | 3 | 63  | 112 | −49 | 0   |                    |

| 28 noiembrie 2024 18:00 | Austria                    | 37 – 24 | Slovacia | Olympiahalle, Innsbruck Asistență: 2414 Arbitri: Lovin, Stancu |
| 28 noiembrie 2024 18:00 | Ivančok-Šoltić, Reichert 8 | (17–11) | Lancz 9  | Olympiahalle, Innsbruck Asistență: 2414 Arbitri: Lovin, Stancu |
| 28 noiembrie 2024 18:00 | 6×                         | Raport  | 1×       | Olympiahalle, Innsbruck Asistență: 2414 Arbitri: Lovin, Stancu |

| 28 noiembrie 2024 20:30 | Norvegia  | 33 – 26 | Slovenia | Olympiahalle, Innsbruck Asistență: 1524 Arbitri: Carmaux, Mursch |
| 28 noiembrie 2024 20:30 | Reistad 9 | (16–11) | Stanko 7 | Olympiahalle, Innsbruck Asistență: 1524 Arbitri: Carmaux, Mursch |
| 28 noiembrie 2024 20:30 | 4× 1×     | Raport  | 4×       | Olympiahalle, Innsbruck Asistență: 1524 Arbitri: Carmaux, Mursch |

| 30 noiembrie 2024 18:00 | Norvegia   | 38 – 24 | Austria                               | Olympiahalle, Innsbruck Asistență: 3730 Arbitri: Vujačić, Kažanegra |
| 30 noiembrie 2024 18:00 | Breistøl 6 | (23–14) | Hanfland, Ivančok-Šoltić, K. Pandža 4 | Olympiahalle, Innsbruck Asistență: 3730 Arbitri: Vujačić, Kažanegra |
| 30 noiembrie 2024 18:00 | 4×         | Raport  | 2×                                    | Olympiahalle, Innsbruck Asistență: 3730 Arbitri: Vujačić, Kažanegra |

| 30 noiembrie 2024 20:30 | Slovenia | 37 – 24 | Slovacia     | Olympiahalle, Innsbruck Asistență: 1766 Arbitri: Antić, Jakovljević |
| 30 noiembrie 2024 20:30 | Stanko 9 | (18–10) | Šutranová 11 | Olympiahalle, Innsbruck Asistență: 1766 Arbitri: Antić, Jakovljević |
| 30 noiembrie 2024 20:30 | 8×       | Raport  | 7×           | Olympiahalle, Innsbruck Asistență: 1766 Arbitri: Antić, Jakovljević |

| 2 decembrie 2024 18:00 | Slovenia | 25 – 24 | Austria    | Olympiahalle, Innsbruck Asistență: 3341 Arbitri: Mata, López |
| 2 decembrie 2024 18:00 | Stanko 8 | (13–13) | Reichert 9 | Olympiahalle, Innsbruck Asistență: 3341 Arbitri: Mata, López |
| 2 decembrie 2024 18:00 | 3× 1×    | Raport  | 3× 1×      | Olympiahalle, Innsbruck Asistență: 3341 Arbitri: Mata, López |

| 2 decembrie 2024 20:30 | Slovacia    | 15 – 38 | Norvegia | Olympiahalle, Innsbruck Asistență: 1560 Arbitri: Lidacka, Lesiak |
| 2 decembrie 2024 20:30 | Šutranová 5 | (8–20)  | Herrem 8 | Olympiahalle, Innsbruck Asistență: 1560 Arbitri: Lidacka, Lesiak |
| 2 decembrie 2024 20:30 | 1×          | Raport  | 3×       | Olympiahalle, Innsbruck Asistență: 1560 Arbitri: Lidacka, Lesiak |

### Grupa F
| Loc | Echipa        | MJ | V | E | Î | GM | GP  | DG  | Pct | Calificare         |
| --- | ------------- | -- | - | - | - | -- | --- | --- | --- | ------------------ |
| 1   | Țările de Jos | 3  | 3 | 0 | 0 | 99 | 70  | +29 | 6   | Grupele principale |
| 2   | Germania      | 3  | 2 | 0 | 1 | 82 | 65  | +17 | 4   | Grupele principale |
| 3   | Islanda       | 3  | 1 | 0 | 2 | 71 | 81  | −10 | 2   |                    |
| 4   | Ucraina       | 3  | 0 | 0 | 3 | 64 | 100 | −36 | 0   |                    |

| 29 noiembrie 2024 18:00 | Țările de Jos    | 27 – 25 | Islanda         | Olympiahalle, Innsbruck Asistență: 2076 Arbitri: Altmár, Horváth |
| 29 noiembrie 2024 18:00 | trei jucătoare 5 | (12–12) | Albertsdóttir 8 | Olympiahalle, Innsbruck Asistență: 2076 Arbitri: Altmár, Horváth |
| 29 noiembrie 2024 18:00 | 5×               | Raport  | 2× 1×           | Olympiahalle, Innsbruck Asistență: 2076 Arbitri: Altmár, Horváth |

| 29 noiembrie 2024 20:30 | Germania    | 30 – 17 | Ucraina    | Olympiahalle, Innsbruck Asistență: 2437 Arbitri: Antić, Jakovljević |
| 29 noiembrie 2024 20:30 | Grijseels 6 | (15–9)  | Horilska 4 | Olympiahalle, Innsbruck Asistență: 2437 Arbitri: Antić, Jakovljević |
| 29 noiembrie 2024 20:30 | 6× 1×       | Raport  | 5×         | Olympiahalle, Innsbruck Asistență: 2437 Arbitri: Antić, Jakovljević |

| 1 decembrie 2024 18:00 | Țările de Jos | 29 – 22 | Germania    | Olympiahalle, Innsbruck Asistență: 2437 Arbitri: Lidacka, Lesiak |
| 1 decembrie 2024 18:00 | Housheer 7    | (15–14) | Grijseels 5 | Olympiahalle, Innsbruck Asistență: 2437 Arbitri: Lidacka, Lesiak |
| 1 decembrie 2024 18:00 | 4× 1×         | Raport  | 4× 1×       | Olympiahalle, Innsbruck Asistență: 2437 Arbitri: Lidacka, Lesiak |

| 1 decembrie 2024 20:30 | Islanda         | 27 – 24 | Ucraina    | Olympiahalle, Innsbruck Asistență: 1155 Arbitri: Lovin, Stancu |
| 1 decembrie 2024 20:30 | Albertsdóttir 7 | (16–9)  | Smbatian 8 | Olympiahalle, Innsbruck Asistență: 1155 Arbitri: Lovin, Stancu |
| 1 decembrie 2024 20:30 | 6× 1×           | Raport  | 6× 1×      | Olympiahalle, Innsbruck Asistență: 1155 Arbitri: Lovin, Stancu |

| 3 decembrie 2024 18:00 | Ucraina    | 23 – 43 | Țările de Jos | Olympiahalle, Innsbruck Asistență: 1019 Arbitri: Vujačić, Kažanegra |
| 3 decembrie 2024 18:00 | Smbatian 7 | (12–24) | Dekker 9      | Olympiahalle, Innsbruck Asistență: 1019 Arbitri: Vujačić, Kažanegra |
| 3 decembrie 2024 18:00 | 4× 1×      | Raport  | 5×            | Olympiahalle, Innsbruck Asistență: 1019 Arbitri: Vujačić, Kažanegra |

| 3 decembrie 2024 20:30 | Islanda         | 19 – 30 | Germania | Olympiahalle, Innsbruck Asistență: 2056 Arbitri: Praštalo, Balvan |
| 3 decembrie 2024 20:30 | Albertsdóttir 6 | (10–14) | Engel 7  | Olympiahalle, Innsbruck Asistență: 2056 Arbitri: Praštalo, Balvan |
| 3 decembrie 2024 20:30 | 3× 2×           | Raport  | 2×       | Olympiahalle, Innsbruck Asistență: 2056 Arbitri: Praštalo, Balvan |

## Grupele principale
Echipele au avansat în grupele principale cu punctele și golaverajul rezultat în urma meciurilor susținute împotriva celorlalte echipe din grupele preliminare care s-au calificat în această fază.

### Grupa I
| Loc | Echipa      | MJ | V | E | Î | GM  | GP  | DG  | Pct | Calificare   |
| --- | ----------- | -- | - | - | - | --- | --- | --- | --- | ------------ |
| 1   | Franța      | 5  | 5 | 0 | 0 | 157 | 124 | +33 | 10  | Semifinale   |
| 2   | Ungaria (H) | 5  | 4 | 0 | 1 | 153 | 125 | +28 | 8   | Semifinale   |
| 3   | Suedia      | 5  | 2 | 0 | 3 | 133 | 137 | −4  | 4   | Locurile 5–6 |
| 4   | Muntenegru  | 5  | 2 | 0 | 3 | 124 | 135 | −11 | 4   |              |
| 5   | Polonia     | 5  | 1 | 0 | 4 | 125 | 153 | −28 | 2   |              |
| 6   | România     | 5  | 1 | 0 | 4 | 128 | 146 | −18 | 2   |              |

1. 1 2  Suedia 25–24 Muntenegru.
2. 1 2  România 24–29 Polonia.

| 5 decembrie 2024 15:30 | Suedia   | 33 – 25 | Polonia      | Főnix Aréna, Debrețin Asistență: 786 Arbitri: Antić, Jakovljević |
| 5 decembrie 2024 15:30 | Hagman 9 | (17–15) | Kobylińska 6 | Főnix Aréna, Debrețin Asistență: 786 Arbitri: Antić, Jakovljević |
| 5 decembrie 2024 15:30 | 4×       | Raport  | 6× 1×        | Főnix Aréna, Debrețin Asistență: 786 Arbitri: Antić, Jakovljević |

| 5 decembrie 2024 18:00 | Franța      | 30 – 25 | România   | Főnix Aréna, Debrețin Asistență: 1481 Arbitri: Hansen, Jensen |
| 5 decembrie 2024 18:00 | Valentini 6 | (12–9)  | Bazaliu 6 | Főnix Aréna, Debrețin Asistență: 1481 Arbitri: Hansen, Jensen |
| 5 decembrie 2024 18:00 | 7×          | Raport  | 5× 1×     | Főnix Aréna, Debrețin Asistență: 1481 Arbitri: Hansen, Jensen |

| 5 decembrie 2024 20:30 | Ungaria   | 26 – 20 | Muntenegru | Főnix Aréna, Debrețin Asistență: 2067 Arbitri: Mata, López |
| 5 decembrie 2024 20:30 | Klujber 6 | (16–11) | Jauković 5 | Főnix Aréna, Debrețin Asistență: 2067 Arbitri: Mata, López |
| 5 decembrie 2024 20:30 | 3× 1×     | Raport  | 4×         | Főnix Aréna, Debrețin Asistență: 2067 Arbitri: Mata, López |

| 6 decembrie 2024 15:30 | Suedia      | 23 – 25 | România   | Főnix Aréna, Debrețin Asistență: 1520 Arbitri: Weijmans, Wolbertus |
| 6 decembrie 2024 15:30 | Lindqvist 5 | (8–12)  | Bazaliu 8 | Főnix Aréna, Debrețin Asistență: 1520 Arbitri: Weijmans, Wolbertus |
| 6 decembrie 2024 15:30 | 2×          | Raport  | 1×        | Főnix Aréna, Debrețin Asistență: 1520 Arbitri: Weijmans, Wolbertus |

| 6 decembrie 2024 18:00 | Franța        | 31 – 23 | Muntenegru  | Főnix Aréna, Debrețin Asistență: 2041 Arbitri: Braseth, Sundet |
| 6 decembrie 2024 18:00 | Zaadi Deuna 7 | (15–11) | Pavićević 6 | Főnix Aréna, Debrețin Asistență: 2041 Arbitri: Braseth, Sundet |
| 6 decembrie 2024 18:00 | 5× 1×         | Raport  | 3×          | Főnix Aréna, Debrețin Asistență: 2041 Arbitri: Braseth, Sundet |

| 6 decembrie 2024 20:30 | Ungaria | 31 – 21 | Polonia  | Főnix Aréna, Debrețin Asistență: 2955 Arbitri: Brkić, Jusufhodžić |
| 6 decembrie 2024 20:30 | Vámos 8 | (17–9)  | Rosiak 4 | Főnix Aréna, Debrețin Asistență: 2955 Arbitri: Brkić, Jusufhodžić |
| 6 decembrie 2024 20:30 | 4×      | Raport  | 5×       | Főnix Aréna, Debrețin Asistență: 2955 Arbitri: Brkić, Jusufhodžić |

| 8 decembrie 2024 15:30 | Muntenegru | 30 – 28 | Polonia      | Főnix Aréna, Debrețin Asistență: 1872 Arbitri: Hansen, Jensen |
| 8 decembrie 2024 15:30 | Jauković 8 | (14–14) | Kobylińska 6 | Főnix Aréna, Debrețin Asistență: 1872 Arbitri: Hansen, Jensen |
| 8 decembrie 2024 15:30 | 8× 1×      | Raport  | 3× 1×        | Főnix Aréna, Debrețin Asistență: 1872 Arbitri: Hansen, Jensen |

| 8 decembrie 2024 18:00 | Ungaria    | 37 – 29 | România  | Főnix Aréna, Debrețin Asistență: 4163 Arbitri: Antić, Jakovljević |
| 8 decembrie 2024 18:00 | Klujber 10 | (20–15) | Ostase 6 | Főnix Aréna, Debrețin Asistență: 4163 Arbitri: Antić, Jakovljević |
| 8 decembrie 2024 18:00 | 3×         | Raport  | 4× 1×    | Főnix Aréna, Debrețin Asistență: 4163 Arbitri: Antić, Jakovljević |

| 8 decembrie 2024 20:30 | Suedia           | 27 – 31 | Franța               | Főnix Aréna, Debrețin Asistență: 1679 Arbitri: Brkić, Jusufhodžić |
| 8 decembrie 2024 20:30 | Axnér, Roberts 4 | (13–19) | Horacek, Nze Minko 6 | Főnix Aréna, Debrețin Asistență: 1679 Arbitri: Brkić, Jusufhodžić |
| 8 decembrie 2024 20:30 | 4× 1×            | Raport  | 4×                   | Főnix Aréna, Debrețin Asistență: 1679 Arbitri: Brkić, Jusufhodžić |

| 10 decembrie 2024 15:30 | România  | 24 – 29 | Polonia         | Főnix Aréna, Debrețin Asistență: 1273 Arbitri: Braseth, Sundet |
| 10 decembrie 2024 15:30 | Grozav 7 | (11–10) | Balsam, Nocuń 5 | Főnix Aréna, Debrețin Asistență: 1273 Arbitri: Braseth, Sundet |
| 10 decembrie 2024 15:30 | 5× 1×    | Raport  | 3× 1×           | Főnix Aréna, Debrețin Asistență: 1273 Arbitri: Braseth, Sundet |

| 10 decembrie 2024 18:00 | Ungaria   | 27 – 30 | Franța             | Főnix Aréna, Debrețin Asistență: 3639 Arbitri: Weijmans, Wolbertus |
| 10 decembrie 2024 18:00 | Klujber 9 | (13–13) | Foppa, Valentini 5 | Főnix Aréna, Debrețin Asistență: 3639 Arbitri: Weijmans, Wolbertus |
| 10 decembrie 2024 18:00 | 1×        | Raport  | 3× 1×              | Főnix Aréna, Debrețin Asistență: 3639 Arbitri: Weijmans, Wolbertus |

| 10 decembrie 2024 20:30 | Suedia   | 25 – 24 | Muntenegru | Főnix Aréna, Debrețin Asistență: 1569 Arbitri: Barysas, Petrušis |
| 10 decembrie 2024 20:30 | Hagman 6 | (14–14) | Jauković 9 | Főnix Aréna, Debrețin Asistență: 1569 Arbitri: Barysas, Petrušis |
| 10 decembrie 2024 20:30 | 3×       | Raport  | 3×         | Főnix Aréna, Debrețin Asistență: 1569 Arbitri: Barysas, Petrušis |

### Grupa a II-a
| Loc | Echipa        | MJ | V | E | Î | GM  | GP  | DG  | Pct | Calificare   |
| --- | ------------- | -- | - | - | - | --- | --- | --- | --- | ------------ |
| 1   | Norvegia      | 5  | 5 | 0 | 0 | 163 | 122 | +41 | 10  | Semifinale   |
| 2   | Danemarca     | 5  | 4 | 0 | 1 | 152 | 131 | +21 | 8   | Semifinale   |
| 3   | Țările de Jos | 5  | 3 | 0 | 2 | 139 | 134 | +5  | 6   | Locurile 5–6 |
| 4   | Germania      | 5  | 2 | 0 | 3 | 142 | 134 | +8  | 4   |              |
| 5   | Slovenia      | 5  | 1 | 0 | 4 | 124 | 152 | −28 | 2   |              |
| 6   | Elveția (H)   | 5  | 0 | 0 | 5 | 135 | 182 | −47 | 0   |              |

| 5 decembrie 2024 15:30 | Elveția  | 27 – 36 | Germania | Wiener Stadthalle, Vienna Asistență: 2182 Arbitri: Covalciuc, Covalciuc |
| 5 decembrie 2024 15:30 | Schmid 8 | (14–18) | Hauf 6   | Wiener Stadthalle, Vienna Asistență: 2182 Arbitri: Covalciuc, Covalciuc |
| 5 decembrie 2024 15:30 | 1×       | Raport  | 2×       | Wiener Stadthalle, Vienna Asistență: 2182 Arbitri: Covalciuc, Covalciuc |

| 5 decembrie 2024 18:00 | Țările de Jos | 26 – 22 | Slovenia | Wiener Stadthalle, Vienna Asistență: 2234 Arbitri: Barysas, Petrušis |
| 5 decembrie 2024 18:00 | Malestein 6   | (14–10) | Stanko 7 | Wiener Stadthalle, Vienna Asistență: 2234 Arbitri: Barysas, Petrušis |
| 5 decembrie 2024 18:00 | 3× 1×         | Raport  | 4×       | Wiener Stadthalle, Vienna Asistență: 2234 Arbitri: Barysas, Petrušis |

| 5 decembrie 2024 20:30 | Danemarca | 24 – 27 | Norvegia            | Wiener Stadthalle, Vienna Asistență: 2579 Arbitri: Vujačić, Kažanegra |
| 5 decembrie 2024 20:30 | Aagot 6   | (12–13) | Breistøl, Reistad 5 | Wiener Stadthalle, Vienna Asistență: 2579 Arbitri: Vujačić, Kažanegra |
| 5 decembrie 2024 20:30 | 4× 1×     | Raport  | 2× 1×               | Wiener Stadthalle, Vienna Asistență: 2579 Arbitri: Vujačić, Kažanegra |

| 7 decembrie 2024 15:30 | Elveția              | 25 – 34 | Slovenia           | Wiener Stadthalle, Vienna Asistență: 2612 Arbitri: Praštalo, Balvan |
| 7 decembrie 2024 15:30 | Emmenegger, Schmid 5 | (16–17) | A. Abina, Stanko 6 | Wiener Stadthalle, Vienna Asistență: 2612 Arbitri: Praštalo, Balvan |
| 7 decembrie 2024 15:30 | 2× 1×                | Raport  | 3×                 | Wiener Stadthalle, Vienna Asistență: 2612 Arbitri: Praštalo, Balvan |

| 7 decembrie 2024 18:00 | Danemarca            | 30 – 22 | Germania | Wiener Stadthalle, Vienna Asistență: 4025 Arbitri: Lovin, Stancu |
| 7 decembrie 2024 18:00 | Hansen, Østergaard 6 | (15–13) | Antl 4   | Wiener Stadthalle, Vienna Asistență: 4025 Arbitri: Lovin, Stancu |
| 7 decembrie 2024 18:00 | 2×                   | Raport  | 2×       | Wiener Stadthalle, Vienna Asistență: 4025 Arbitri: Lovin, Stancu |

| 7 decembrie 2024 20:30 | Țările de Jos | 21 – 31 | Norvegia | Wiener Stadthalle, Vienna Asistență: 3267 Arbitri: Carmaux, Mursch |
| 7 decembrie 2024 20:30 | Nüsser 5      | (9–15)  | Herrem 6 | Wiener Stadthalle, Vienna Asistență: 3267 Arbitri: Carmaux, Mursch |
| 7 decembrie 2024 20:30 | 2×            | Raport  | 4×       | Wiener Stadthalle, Vienna Asistență: 3267 Arbitri: Carmaux, Mursch |

| 9 decembrie 2024 15:30 | Elveția    | 29 – 37 | Țările de Jos | Wiener Stadthalle, Vienna Asistență: 1714 Arbitri: Vujačić, Kažanegra |
| 9 decembrie 2024 15:30 | Gautschi 6 | (17–24) | Sprengers 7   | Wiener Stadthalle, Vienna Asistență: 1714 Arbitri: Vujačić, Kažanegra |
| 9 decembrie 2024 15:30 | 1×         | Raport  | 2× 1×         | Wiener Stadthalle, Vienna Asistență: 1714 Arbitri: Vujačić, Kažanegra |

| 9 decembrie 2024 18:00 | Norvegia  | 32 – 27 | Germania          | Wiener Stadthalle, Vienna Asistență: 2677 Arbitri: Praštalo, Balvan |
| 9 decembrie 2024 18:00 | Reistad 9 | (19–13) | patru jucătoare 4 | Wiener Stadthalle, Vienna Asistență: 2677 Arbitri: Praštalo, Balvan |
| 9 decembrie 2024 18:00 | 3×        | Raport  | 2×                | Wiener Stadthalle, Vienna Asistență: 2677 Arbitri: Praštalo, Balvan |

| 9 decembrie 2024 20:30 | Danemarca    | 33 – 26 | Slovenia | Wiener Stadthalle, Vienna Asistență: 1719 Arbitri: Mata, López |
| 9 decembrie 2024 20:30 | Halilcevic 6 | (17–15) | Stanko 8 | Wiener Stadthalle, Vienna Asistență: 1719 Arbitri: Mata, López |
| 9 decembrie 2024 20:30 | 4× 1×        | Raport  | 5×       | Wiener Stadthalle, Vienna Asistență: 1719 Arbitri: Mata, López |

| 11 decembrie 2024 15:30 | Slovenia                  | 16 – 35 | Germania | Wiener Stadthalle, Vienna Asistență: 1836 Arbitri: Carmaux, Mursch |
| 11 decembrie 2024 15:30 | Abina, Marković, Stanko 3 | (11–17) | Lott 6   | Wiener Stadthalle, Vienna Asistență: 1836 Arbitri: Carmaux, Mursch |
| 11 decembrie 2024 15:30 | 3×                        | Raport  | 5×       | Wiener Stadthalle, Vienna Asistență: 1836 Arbitri: Carmaux, Mursch |

| 11 decembrie 2024 18:00 | Danemarca | 30 – 26 | Țările de Jos | Wiener Stadthalle, Vienna Asistență: 2813 Arbitri: Covalciuc, Covalciuc |
| 11 decembrie 2024 18:00 | Hansen 7  | (15–13) | Housheer 10   | Wiener Stadthalle, Vienna Asistență: 2813 Arbitri: Covalciuc, Covalciuc |
| 11 decembrie 2024 18:00 | 5×        | Raport  | 4× 1×         | Wiener Stadthalle, Vienna Asistență: 2813 Arbitri: Covalciuc, Covalciuc |

| 11 decembrie 2024 20:30 | Elveția  | 24 – 40 | Norvegia                  | Wiener Stadthalle, Vienna Asistență: 1521 Arbitri: Lovin, Stancu |
| 11 decembrie 2024 20:30 | Schmid 7 | (13–24) | Hovden, Solberg-Isaksen 5 | Wiener Stadthalle, Vienna Asistență: 1521 Arbitri: Lovin, Stancu |
| 11 decembrie 2024 20:30 | 2×       | Raport  | 1×                        | Wiener Stadthalle, Vienna Asistență: 1521 Arbitri: Lovin, Stancu |

## Fazele eliminatorii

### Schemă
|  | Semifinalele      | Semifinalele |                   |    | Finala | Finala |
|  |                   |              |                   |    |        |        |
|  | 13 decembrie 2024 |              |                   |    |        |        |
|  |                   |              |                   |    |        |        |
|  | Franța            | 22           |                   |    |        |        |
|  | Franța            | 22           | 15 decembrie 2024 |    |        |        |
|  | Danemarca         | 24           |                   |    |        |        |
|  | Danemarca         | 24           | Danemarca         | 23 |        |        |
|  | 13 decembrie 2024 |              | Danemarca         | 23 |        |        |
|  |                   | Norvegia     | 31                |    |        |        |
|  | Ungaria           | Norvegia     | 31                | 22 |        |        |
|  | Ungaria           |              |                   | 22 |        |        |
|  | Norvegia          | 30           |                   |    |        |        |
|  | Norvegia          | 30           | Finala mică       |    |        |        |
|  |                   |              |                   |    |        |        |
|  | 15 decembrie 2024 |              |                   |    |        |        |
|  |                   |              |                   |    |        |        |
|  | Franța            | 24           |                   |    |        |        |
|  | Franța            | 24           |                   |    |        |        |
|  | Ungaria           | 25           |                   |    |        |        |

### Meciul pentru locurile 5-6
| 13 decembrie 2024 15:00 | Suedia               | 33 – 32 | Țările de Jos | Wiener Stadthalle, Vienna Asistență: 3132 Arbitri: Praštalo, Balvan |
| 13 decembrie 2024 15:00 | Lindqvist, Roberts 8 | (15–15) | Housheer 9    | Wiener Stadthalle, Vienna Asistență: 3132 Arbitri: Praštalo, Balvan |
| 13 decembrie 2024 15:00 | 2×                   | Raport  | 6× 1×         | Wiener Stadthalle, Vienna Asistență: 3132 Arbitri: Praštalo, Balvan |

### Semifinalele
| 13 decembrie 2024 17:45 | Ungaria   | 22 – 30 | Norvegia  | Wiener Stadthalle, Vienna Asistență: 8017 Arbitri: Mata, López |
| 13 decembrie 2024 17:45 | Klujber 5 | (11–13) | Reistad 7 | Wiener Stadthalle, Vienna Asistență: 8017 Arbitri: Mata, López |
| 13 decembrie 2024 17:45 | 4×        | Raport  | 5×        | Wiener Stadthalle, Vienna Asistență: 8017 Arbitri: Mata, López |

| 13 decembrie 2024 20:30 | Franța  | 22 – 24 | Danemarca | Wiener Stadthalle, Vienna Asistență: 7754 Arbitri: Lovin, Stancu |
| 13 decembrie 2024 20:30 | Foppa 4 | (11–13) | Hansen 7  | Wiener Stadthalle, Vienna Asistență: 7754 Arbitri: Lovin, Stancu |
| 13 decembrie 2024 20:30 | 2×      | Raport  | 2× 1×     | Wiener Stadthalle, Vienna Asistență: 7754 Arbitri: Lovin, Stancu |

### Finala mică
| 15 decembrie 2024 15:15 | Franța                          | 24 – 25 | Ungaria   | Wiener Stadthalle, Vienna Asistență: 8775 Arbitri: Covalciuc, Covalciuc |
| 15 decembrie 2024 15:15 | Foppa, Nze Minko, Zaadi Deuna 4 | (12–13) | Klujber 9 | Wiener Stadthalle, Vienna Asistență: 8775 Arbitri: Covalciuc, Covalciuc |
| 15 decembrie 2024 15:15 | 3×                              | Raport  | 1×        | Wiener Stadthalle, Vienna Asistență: 8775 Arbitri: Covalciuc, Covalciuc |

### Finala
| 15 decembrie 2024 18:00 | Danemarca         | 23 – 31 | Norvegia  | Wiener Stadthalle, Vienna Asistență: 8775 Arbitri: Antić, Jakovljević |
| 15 decembrie 2024 18:00 | Hansen, Højlund 5 | (12–13) | Reistad 8 | Wiener Stadthalle, Vienna Asistență: 8775 Arbitri: Antić, Jakovljević |
| 15 decembrie 2024 18:00 | 5× 1×             | Raport  | 2× 1×     | Wiener Stadthalle, Vienna Asistență: 8775 Arbitri: Antić, Jakovljević |

## Clasament și statistici
|  | Echipe calificate la Campionatul Mondial din 2025 |

| Loc | Echipă            |
| --- | ----------------- |
| 1   | Norvegia          |
| 2   | Danemarca         |
| 3   | Ungaria           |
| 4   | Franța            |
| 5   | Suedia            |
| 6   | Țările de Jos     |
| 7   | Germania          |
| 8   | Muntenegru        |
| 9   | Polonia           |
| 10  | Slovenia          |
| 11  | România           |
| 12  | Elveția           |
| 13  | Spania            |
| 14  | Austria           |
| 15  | Cehia             |
| 16  | Islanda           |
| 17  | Insulele Feroe    |
| 18  | Macedonia de Nord |
| 19  | Croația           |
| 20  | Turcia            |
| 21  | Serbia            |
| 22  | Portugalia        |
| 23  | Ucraina           |
| 24  | Slovacia          |

| Post                 | Handbalistă                 |
| -------------------- | --------------------------- |
| Portar               | Anna Kristensen (DEN)       |
| Extremă stânga       | Emma Friis (DEN)            |
| Intermediar stânga   | Tjaša Stanko (SLO)          |
| Centru               | Henny Reistad (NOR)         |
| Intermediar dreapta  | Katrin Klujber (HUN)        |
| Extremă dreapta      | Viktória Győri-Lukács (HUN) |
| Pivot                | Tatjana Brnović (MNE)       |
| Cel mai bun apărător | Pauletta Foppa (FRA)        |
| MVP                  | Anna Kristensen (DEN)       |

| Poz. | Nume                  | Echipă        | Goluri | Șuturi | %    | MJ |
| ---- | --------------------- | ------------- | ------ | ------ | ---- | -- |
| 1    | Katrin Klujber        | Ungaria       | 60     | 103    | 58,2 | 9  |
| 2    | Henny Reistad         | Norvegia      | 50     | 81     | 61,7 | 9  |
| 3    | Tjaša Stanko          | Slovenia      | 48     | 75     | 64   | 7  |
| 4    | Đurđina Jauković      | Muntenegru    | 47     | 81     | 58   | 7  |
| 5    | Tabea Schmid          | Elveția       | 44     | 62     | 71   | 7  |
| 6    | Viktória Győri-Lukács | Ungaria       | 42     | 60     | 70   | 9  |
| 6    | Nathalie Hagman       | Suedia        | 42     | 60     | 70   | 8  |
| 8    | Anne Mette Hansen     | Danemarca     | 40     | 62     | 64,5 | 9  |
| 8    | Dione Housheer        | Țările de Jos | 40     | 67     | 59,7 | 8  |
| 10   | Emma Lindqvist        | Suedia        | 37     | 55     | 67,3 | 8  |

| Poz. | Nume                    | Echipă        | Parade | Șuturi | %     | MJ |
| ---- | ----------------------- | ------------- | ------ | ------ | ----- | -- |
| 1    | Anna Kristensen         | Danemarca     | 100    | 263    | 38,02 | 9  |
| 2    | Johanna Bundsen         | Suedia        | 80     | 237    | 33,76 | 8  |
| 3    | Zsófi Szemerey          | Ungaria       | 73     | 189    | 38,62 | 8  |
| 3    | Laura Glauser           | Franța        | 73     | 206    | 35,44 | 9  |
| 5    | Yeara ten Holte         | Țările de Jos | 68     | 196    | 34,69 | 8  |
| 6    | Silje Solberg-Østhassel | Norvegia      | 63     | 174    | 36,21 | 9  |
| 7    | Maja Vojnović           | Slovenia      | 62     | 214    | 28,97 | 7  |
| 8    | Bianca Curmenț          | Suedia        | 59     | 201    | 29,35 | 7  |
| 9    | Lea Schüpbach           | Muntenegru    | 57     | 224    | 25,45 | 7  |
| 10   | Katharina Filter        | Germania      | 54     | 151    | 35,76 | 7  |